# Houston Rockets 2006-2007
La stagione 2006-07 degli Houston Rockets fu la 40ª nella NBA per la franchigia.
Gli Houston Rockets arrivarono terzi nella Southwest Division della Western Conference con un record di 52-30. Nei play-off persero al primo turno per 4-3 con gli Utah Jazz.

## Roster
| N° | Naz.                    | Ruolo | Sportivo          | Anno | Alt. | Peso |
| -- | ----------------------- | ----- | ----------------- | ---- | ---- | ---- |
| 1  | Stati Uniti (bandiera)  | A     | Tracy McGrady     | 1979 | 203  | 95   |
| 2  | Stati Uniti (bandiera)  | G     | Luther Head       | 1982 | 191  | 84   |
| 5  | Stati Uniti (bandiera)  | A     | Juwan Howard      | 1973 | 206  | 109  |
| 6  | Stati Uniti (bandiera)  | GA    | Bonzi Wells       | 1976 | 196  | 95   |
| 10 | Grecia (bandiera)       | G     | Vasilīs Spanoulīs | 1982 | 191  | 88   |
| 11 | Cina (bandiera)         | C     | Yao Ming          | 1980 | 229  | 141  |
| 12 | Stati Uniti (bandiera)  | G     | Rafer Alston      | 1976 | 188  | 78   |
| 13 | Stati Uniti (bandiera)  | G     | Kirk Snyder       | 1983 | 198  | 102  |
| 15 | Stati Uniti (bandiera)  | G     | John Lucas        | 1982 | 180  | 75   |
| 20 | Stati Uniti (bandiera)  | A     | Steve Novak       | 1983 | 208  | 100  |
| 25 | Grecia (bandiera)       | C     | Jake Tsakalidīs   | 1979 | 218  | 129  |
| 31 | Stati Uniti (bandiera)  | A     | Shane Battier     | 1978 | 203  | 100  |
| 35 | Stati Uniti (bandiera)  | A     | Scott Padgett     | 1978 | 206  | 109  |
| 44 | Stati Uniti (bandiera)  | A     | Chuck Hayes       | 1983 | 198  | 109  |
| 55 | RD del Congo (bandiera) | C     | Dikembe Mutombo   | 1966 | 218  | 111  |

## Staff tecnico
- Allenatore: Jeff Van Gundy
- Vice-allenatori: Steve Clifford, Patrick Ewing, Andy Greer, Mike Longabardi, Tom Thibodeau, Charlie Ward